# Eublemma pyrochroa
Eublemma pyrochroa là một loài bướm đêm trong họ Erebidae.